# سولكس
سولكس، (بالإنجليزية: Sulcis)‏، (سردينيا: Maurreddia أو Meurreddia)، هي منطقة دون إقليمية من سردينيا، إيطاليا، في مقاطعة جنوب سردينيا.